# Jean-Pierre Sarzier
 (mai 2023).
Si vous disposez d'ouvrages ou d'articles de référence ou si vous connaissez des sites web de qualité traitant du thème abordé ici, merci de compléter l'article en donnant les références utiles à sa vérifiabilité et en les liant à la section « Notes et références ».
Jean-Pierre Sarzier est un clarinettiste et improvisateur français explorant aussi bien les musiques traditionnelles que le jazz. Il pratique toute la  famille des clarinettes, de la clarinette contralto à la clarinette soprano en  métal ainsi que les clarinettes en bambou.

## Biographie
En 1972, Jean-Pierre Sarzier découvre à 6 ans l'organiste Rhoda Scott sur le magnétophone à bande de son père. Il apprend la flûte à bec, puis la clarinette classique et non l'orgue Hammond.
Il arrête temporairement la clarinette vers 16 ans pour se consacrer aux claviers et à ses études d'ingénieur à Montpellier puis à Grenoble. Il aborde le rock puis le reggae.
Commençant sa carrière artistique, Jean-Pierre Sarzier rencontre Isabelle et Norbert Pignol et participe à des projets de musique néo-traditionnelle en intégrant les  groupes Dédale en 1988 et Obsession Quintet de 1992 à 2004. Il est cofondateur du collectif d'artistes rhonalpins MusTraDem. Il enchaîne alors concerts, bals, disques, tournées, aux claviers au départ, puis claviers et clarinette, puis clarinette basse et clarinette bambou. Il joue à l'occasion aux côtés de Marc Perrone, Didier Lockwood, Georges Moustaki, Arthur  H, Juan José Mosalini, Antonio Placer...
Dans les années 2010, il accompagne Laurent Berger et Michel Mazzilli en chanson française et propose un spectacle de musiques tziganes en trio avec Mélisdjane Sezer (conteuse, danseuse orientale) et Stracho Temelkovski (mandole, viola).
En 2015, il compose la musique du spectacle d'ombres colorées sur praxinoscope géant, Carnet de poilu
mise en scène par Fleur Lemercier d’après l’oeuvre éponyme de Raymond Renefer
Jean-Pierre Sarzier se produit régulièrement en concert avec la chanteuse Veronika Warkentin, avec laquelle il partage plusieurs formations : un duo Kara Nube autour de chants traditionnels du pourtour méditerranéen et du reste du monde, l’Ekipée K avec un chœur de 7 femmes autour d’eux deux.
Il joue en trio avec la chanteuse Catherine Faure et Jacques Tribuiani au cistre électroacoustique, autour des musiques traditionnelles du centre France et de leurs compositions, et Le petit bal Ratamouche aux côtés de Catherine Faure et Anne-Lise Foy.
Il partage la scène en duo avec le percussionniste Carlo Rizzo.
En 2017 et 2018, Jean-Pierre Sarzier compose et dirige la partie contemporaine de l’ensemble Arc Nòrd Mediterrenèa,, réunion de quatre groupes de musique traditionnelle occitan, mayorquain, calabrais et catalan.
Il est artiste associé du festival occitan 'Mai que Mai' en vallée de l’Orb (34), consacré à la culture occitane sous toutes ses formes depuis 2008.
Par ailleurs, il collabore régulièrement à des créations contemporaines chorégraphiques – Cie LANABEL, Annabelle Bonnéry et François Deneulin, Cie D.I.T. Robert Seyfried en collaboration avec Suzanne Linke, Cie De Koning et la Reine – et théâtrales – Cie les 7 familles / Michel Ferber (Grenoble), Apethi / Philippe Pujol (Voiron).
Jean-Pierre Sarzier est également pédagogue en musique improvisée et est l'un des fondateurs des stages organisés par l'association iséroise Mydriase dans lesquels il anime des ateliers de clarinette et d'improvisation.

« Plus que clarinettiste, je suis improvisateur… ou pas. En même temps, j’ai une maison musicale, c’est les musiques traditionnelles, et si je jouais tout seul, je ferais du trad. Mais finalement je joue toujours avec des gens alors j’improvise… ou j’accompagne. Je joue des clarinettes mais pas de la clarinette « normale », de toute façon je ne joue pas « normalement ». »

— Jean-Pierre Sarzier.

## Discographie sélective
Jean-Pierre Sarzier a participé à plus de 25 albums.

### Avec ses groupes
- Dédale 
  - Maitre Dhu avec Olivier Cohu, Norbert Pignol, Jean-Pierre Sarzier, Isabelle Pignol, Christophe Sacchettini, (label MusTraDem, 1991).
  - Chroniques urbaines, (label MusTraDem, 1993).
  - No Past, (label MusTraDem, 1995).
  - Alive Face A, (label MusTraDem, 1997).
  - Alive Face B, (label MusTraDem, 1997).
  - Face cachée, (label MusTraDem, 2002).
- Obsession Quintet
  - Bulgaroide Tribu, (label MusTraDem, 1996).
  - Et Pourtant Elle Tourne, avec Stéphane Milleret, Pierre Marinet, Norbert Pignol, Jean-Pierre Sarzier, Christophe Sacchettini, (label MusTraDem, 1997).
  - Melodyssees, (label MusTraDem, 2000).

### En side-man
- 1997: Aquartet, Roue Libre avec Lionel Lanoue, Jean-Pierre Sarzier, Isabelle Pignol et Claude Schirrer.
- 1998: Eric Montbel, Ulysse, le second voyage, (label Nord Sud).
- 1999: Norbert Pignol: Silence, avec Norbert Pignol (accordéons diatoniques, compositions).
- Laurent Berger: La belle saison, avec Nathalie Fortin (piano, direction musicale), Marie Mazille (clarinette et violon), Isabelle Pignol (vielle à roue), Patrick Reboud (accordéon, accordina, piano), Jean-Pierre Sarzier (clarinettes), Nicolas Castagné (violoncelle), (Tohu-Bohu, 2002).
- Laurent Berger: Au pas pressé, avec Nathalie Fortin (piano, direction musicale), Patrick Reboud (accordéon, accordina, piano), Jean-Pierre Sarzier (clarinettes basse, contralto, métal et bambou), Marie Mazille (violon et clarinette (sur 2, 4, 11)), Solesne Maquin (flûte traversière), Philippe Delzant (Hautbois et cor anglais), Yves Perrin (guitares (sur 4 et 9)), Michel Sanlaville (contrebasse), (2006).
- La menace du temps, musiques pour les chorégraphies de Cathy Cambet / L'Album Compagnie, créées pour les spectacles : Bruits d'Anges (1997), Imara (2000), Hiatus y es-tu ? (2002), Petites Barbaries Ordinaires (2004): avec Nicolas Corradi (sax soprano), Stéphane Damiano (piano), Alain Lafuente (batterie, percussions), Jérémie Mignotte (flûte, traversière en bois), Matthieu Mollard (batterie, mélodica), Rémi Resse (guitares, sitar), Christophe Sacchettini (flûtes à bec, low whistle, cromorne), Jean-Pierre Sarzier (clarinette, clarinette basse, clavier), Michel Tabarand  (contrebasse, basse électrique, violon, berimbau), Thierry Ronget (guitares, voix, sampler, programmations).
- Simon Carrière: Imbécile Heureux, (Simon Carrière – SC04, 2003).
- 2005: Diableries, avec Elisa de Maury (auteur, interprète), Jean-Pierre Sarzier (création musicale), (Oui’Dire éditions).
- 2010: Bleu, A présent avec François Thollet (orgue, ukulélé, accordéon, jouets, chant), Marion Danton (batterie), Pascal Thollet (guitares électrique, acoustique, baryton, chœur), .
- Méli mômes: Va ranger ta chambre!! (Charles), (Méli Mélodie, 2010).
- 2012: Les Balbelettes & Jean-Pierre Sarzier - Polyphonies pour deux voix et une clarinette basse, avec Isabelle Barthelemy (Voix), Annik Magnin (Voix), Jean-Pierre Sarzier (clarinettes basse, en Ut, Bambou), (label La Cie. du rigodon).
- 2015: Françoise Diep : Histoires en herbe, musique de Gil Lachenal et Jean-Pierre Sarzier, pochette illustrée par Marjorie Pourchet, (Oui dire, collection "Contes d'auteurs").
- 2017: Duo TTC: La Valse à Viseur, (label La Grange à Sons).
- 2018: Maurice-Clément Faivre, Jean-Michel Cazorla, Jean-Pierre Sarzier, et al. : Bébé heureux : je me détends en douceur, (Association In Ouie Distribution).
- 2020: Rosa Combo: À la rigueur du temps avec Catherine Faure (chant, violon, accordéon), Jacques Tribuiani (cistre, chant, flûte irlandaise en bois), Jean-Pierre Sarzier (clarinette basse, clarinette en ut, clarinette bambou).

### En soliste
- Duo Damiano/Sarzier avec Stéphane Damiano (piano), Jean-Pierre Sarzier (clarinette métal, clarinette basse, clarinette en bambou)/
  - Wagons aux étoiles, avec Stéphane Damiano (piano), Jean-Pierre Sarzier (clarinettes basse, métal, et bambou); invités : Isabelle Pignol (vielle à roue (7, 11)), Philippe Delzant (hautbois (4, 11), cor anglais (5)), Patrick Reboud (accordéon (9)), (autoproduit, 2004).
  - Migrations, avec Stéphane Damiano (piano, piano préparé, harmonium indien), Jean-Pierre Sarzier (clarinettes basse et bambou), (autoproduit, 2007).
  - Acqua di cielo, (2012)[8].